# المعتمد في علم الفرائض
 المعتمَد في علم الفرائض (تحليل مسائله بالكسر الاعتيادي) هو كتاب فقهي يحتوي على علم الميراث، وهو علم إسلامي خالص.
وكتاب المعتمَد في علم الفرائض من تأليف الكاتب المغربي محمد المعتمد على الله، حيث قام الكاتب بتبسيط هذا العلم الذي يستعصي على غير أهل الاختصاص، وليكون العلم بسيطا لايجد القارئ الكريم أية صعوبة في تناوله. فقام المؤلف بإعادة صياغة العلم، واعتماد منهج جديد غير مسبوق.
أشاد المؤلف من خلال مقدمة الكتاب بالجهد الذي بذله الأساتذة والعلماء الأفاضل للحفاظ على هذا المورد الفقهي.
وتوسع الكاتب من خلال كتابه في المواضيع الاجتماعية، وقدم شروحات جديدة غير مسبوقة. واعتمد على منهج تحليلي متنوع ومختصر. وتوسع في الأمثلة، والحلول، والتمارين. واعتمد طريقة الكسر الإعتيادي  في حساب المسألة الفرائضية على خلاف المنهج القديم في التحليل.
وقدم الكاتب  محمد المعتمد على الله  مكونات نصية وحسابية مضبوطة، ومعلومات موثقة جعلت من كتاب  المعتمَد في علم الفرائض : مرجعا ً أساسیا لطلبة المدارس في الثانوي والإعدادي. ومرجعا ً استئناسیا لطلبة الدراسات الإسلامیة بالجامعة، والمعھد العالي للقضاء